# Casey Mears
Casey James Mears (Bakersfield, 12 de março de 1978) é um automobilista norte-americano que atualmente compete na NASCAR, pela equipe Germain Racing.
É sobrinho de Rick Mears, tetracampeão das 500 Milhas de Indianápolis e seu pai é o também ex-piloto Roger Mears. Seu irmão, Clint, também disputou corridas de automobilismo, tendo ambos inclusive corrido juntos na Indy Lights entre 1997 e 1998.

## Passagens por CART e IRL
Casey Mears disputou as últimas etapas da Temporada de 2001 da antiga Champ Car (ainda com o nome CART) na equipe Mo Nunn Racing, substituindo o acidentado Alessandro Zanardi. Em 2000, chegou a disputar o GP de Fontana pela equipe Rahal.
Pela Indy Racing League, também fez cinco etapas pelas equipes Hemelgarn e Galles. Seu melhor resultado foi um décimo lugar no GP de Homestead de 2001.
Inscrito duas vezes para as 500 Milhas de Indianápolis, onde seu tio sagrou-se tetracampeão, Casey não conseguiu a vaga para as duas corridas.

## Principais vitórias

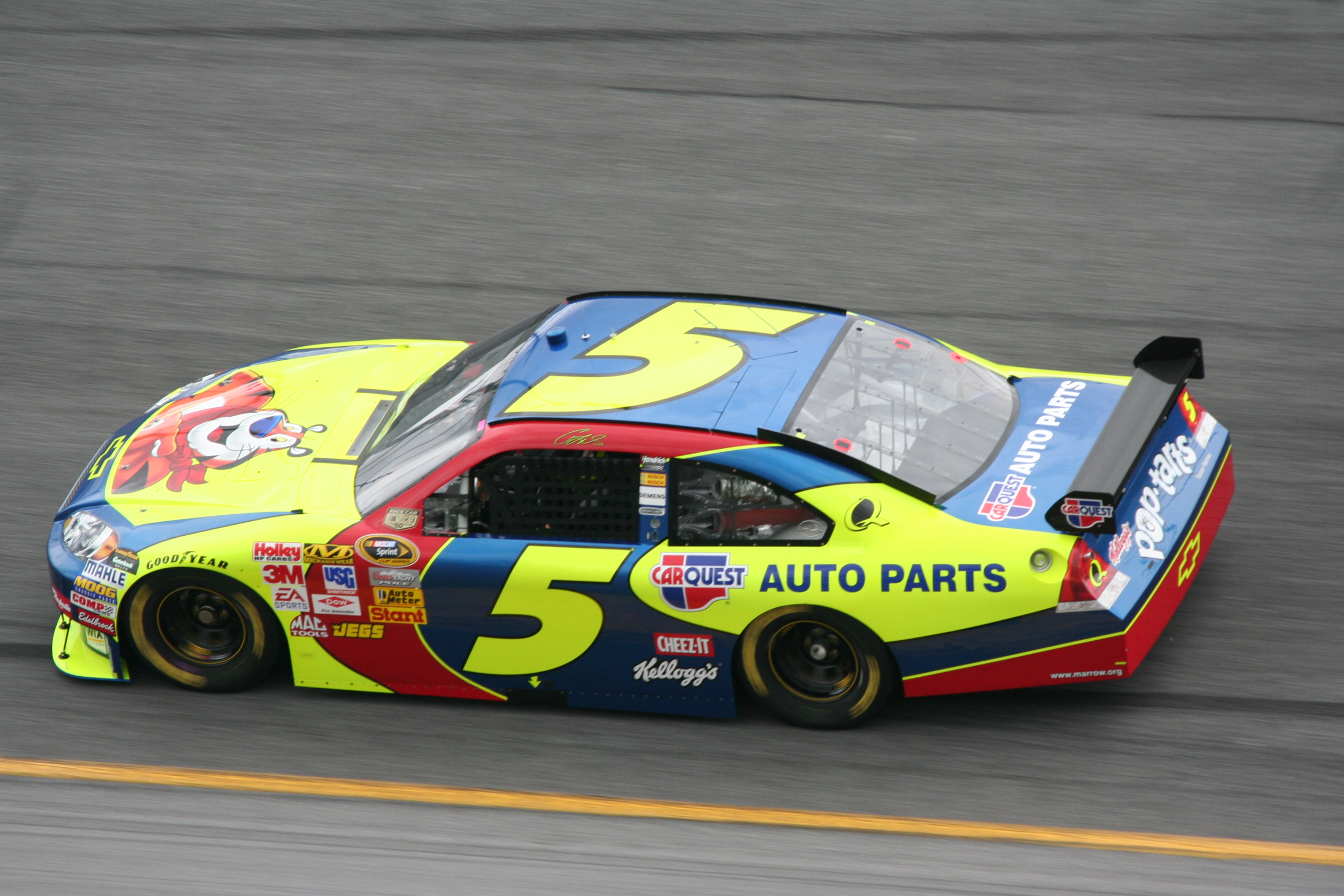
Carro de Casey Mears na NASCAR em 2008.

### NASCAR -Sprint Cup
- 2007 - Coca-Cola 600 (Charlotte)

### NASCAR -Xfinity Series
- 2006 - Chicagoland